# Kotrčiná Lúčka
Kotrčiná Lúčka (Hongaars: Kaszásrét) is een Slowaakse gemeente in de regio Žilina, en maakt deel uit van het district Žilina.
Kotrčiná Lúčka telt 442 inwoners.